# Ханс Кристијан Андерсен
Ханс Кристијан Андерсен (дан. Hans Christian Andersen; Оденсе, 2. април 1805 — Копенхаген, 4. август 1875) био је дански књижевник. Глобално је познат као писац бајки.
Андерсенове бајке, од којих је бар 3381 радова преведено на више од 125 језика, су постале културно уткане у западњачку колективну свест, лако доступне деци, али представљање лекција врлине и отпорности у суочавању са несрећама за зреле читаоце. Неке од најпознатијих бајки су Царево ново одело, Мала сирена, Славуј, Снежна краљица, Ружно паче, Палчица и многe друге. Његове приче су инспирисале балете, позоришне комаде, анимиране филмове, као и акционе филмове. Један од Копенхагенских најширих и најпрометнијих булевара је назван „Х. К. Андерсенов булевар”.
Он је проширио тематику бајке, развијао народне мотиве („Дивљи лабуди”), али и стварао оригиналне приче. Његове приче су блиставе, разумљиве, буде машту и лако могу занети дете, јер је он сам умео да машта, увиђа разна чудеса и размишља као деца. „Читав је свет пун чудеса, али ми смо на њих тако навикли да их називамо свакодневним стварима." — изјавио је Андерсен. Квалитет његових бајки је, између осталог, у томе што је уклопио поезију у причу, уносио је нове мотиве, писао богатим, лаким и лепршавим језиком, с пуно хумора испод којег се често могу наћи озбиљни, тужни, иронични мотиви из којих деца могу учити — „Оловни војник“ и друге.
Паул Хазара га је назвао краљем дечјих писаца следећим речима: „Андерсен је краљ јер нико попут њега није знао продрети у душу бића и ствари.“

## Биографија
„Ништа не смета што се неко родио у пачјем гнезду, само кад се излегао из лабуђег јајета.”

"Ружно паче"
Рођен је 2. априла 1805. године у месту Оденсе на острву Фунен у Данској. Отац му је био обућар, сањалица који је више волео уметност него занат, а мајка — неписмена праља. Он је био једино дете. Андерсенов отац, као и Ханс, сматрао је себе рођаком племства (његова бака по очевој страни је рекла његовом оцу да је њихова фамилија припадала вишој друштвеној класи, али истраживања нису потврдила ту тврдњу). Једна истрајна спекулација сугерише да је Андерсен био нелегални син краља Кристијана VIII, али је та идеја оспоравана. Школовао се нередовно.
Са четрнаест година отишао је у Копенхаген без пребијене паре, у потрази за послом као глумац. Тамо се није прославио, јер је био лош глумац, плесач и певач. Међутим, иако је био чудан по изгледу и понашању, поседовао је јединствени шарм, па је придобио симпатије многих богатих породица, пре свих породице Колин, нарочито Јонаса Колина, једног од директора Краљевског позоришта у Копенхагену, који је био његов мецена и много му помогао.
Године 1828. Андерсен је завршио гимназију и уписао се на универзитет. Његово прво дело „Пут пешке од Холменског канала до историјског краја Амагера“, објављено 1829, слабо је прихваћено, али му је омогућило пут у Немачку и Италију, који је имао велики значај за његов даљи рад. Приликом посете Великој Британији био је гост Чарлса Дикенса ком се он није допао јер је био феминизиран, ситничав, самољубив и хипохондрик.
Затим је почео да пише романе, путописе, драме, аутобиографије и поезију. Његов следећи роман „Импровизатор“ је веома добро прихваћен. Следе романи „О. Т.“ и „Само гуслар“ који су били слаби. Од 1835. године па све до смрти у малим свицима је писао „Приче и згоде“, које су временом постигле велики успех.
Године 1823. Андерсен је доживео оштру критику Шведске енциклопедије, која га је оптуживала да је превише „цмиздрав“, а да су његове бајке под великим утицајем народних бајки и Хофмана. Међутим, Андерсен је пре романтик и иако се у његовим бајкама јављају мотиви из народних бајки, оне су прочишћене (нема суровости — копање очију и сл.) и проширене су описима — нпр. „Мала сирена“. Н. А. Доброљубов је о Андерсеновим бајкама рекао следеће: „Андерсенове бајке имају прекрасну особину која недостаје другим дечјим књижевницима. У њима оно што постоји у стварности добија изванредни поетички карактер, а ипак не плаше дечју машту свакаквим бауцима и тамним силама. Андерсен оживљава обичне ствари и ставља у покрет обичне неживе предмете. Код њега се оловни војник тужи на своју самоћу, цвеће се одаје веселом плесу, лан доживљава свакодневне преобразе док прелази у нити, платно, рубље, папир. Нема ни прича у којима се јављају натприродне више силе, и те без сумње иду у најслабије приче. Но, зато су дивне оне приче у којима нема уопште ничег фантастичног. Такве су нпр. „Царево ново одело“, „Девојчица са шибицама“, „Принцеза на зрну грашка“, „Сапутник“ и др.“

## Приватни живот
Андерсен, дете сиромашних родитеља, морао је цели живот да се бори против строгих класних разлика данског друштва тога доба. У својим бајкама Андерсен се често идентификује са особама, несретним и одбаченим од друштва. Јаки аутобиографски елементи провејавају кроз његове тужне приче. Иако је већ био међународно признат и прихваћен писац, Андерсен се осећао као особа одбачена од друштва. Није се никад женио, али је његов интерес за жене био видљив. Паустовски, у свом предговору руском преводу Андерсенових бајки, пише да је Андерсенова велика и никад узвраћена љубав била Јени Линд (швед. Jenny Lind), шведска оперска певачица која је волела Андерсенове бајке, али не и Андерсена. По Паустовском, Андерсен није био мушкарац привлачне спољашњости којом би привукао инерес жена тога доба. Неке од његових бајки носе жигове ове неузвраћене љубави („Славуј”, на пример). На својим путовањима кроз Европу је чест посетилац јавних кућа. Писало се много о његовој могућој хомосексуалности али на бази тумачења текста његових дневника и писама, те дневника и писама људи са којима је био у додиру. Како Ен Клара Бом и Ања Аренструп из Центра Х. К. Андерсен на Универзитету у Јужној Данској наводе, „тачно је да постоје амбивалентни (и веома трауматични) елементи у Андерсеновом љубавном животу који се тичу сексуалне сфере, али је погрешно описати га као хомосексуалца и тврдити да је имао сексуалне односе са мушкарцима, пошто није. То би било противно његовом моралу и религиозним идејама”.
Ипак, након његове смрти, од 1893. године почиње отворена дискусија о Андерсеновој сексуалности. Неке студије, међу којима је и она штампана у годишњаку Magnusa Hirschfelda 1901, говоре да је он био бисексуалац, да је волео и мушкарце и жене, да су његове везе најчешће били љубавни троуглови, али да је највероватније до краја живота остао невин. Ова теорија се може потврдити проучавањем неких од његових бајки. На пример, постоји могућност да се у бајци „Мала сирена“ и роману „О. Т.“ говори о његовој љубави према Едварду Колинсу, о којем ће касније бити речи.

## Каријера

### Рани рад
Веома рана Андерсонова бајка, „Лојна свећа” (дан. Tællelyset) откривена је у данском архиву у октобру 2012. Прича која је написана током 1820-их је о свећи која се није осећала цењеном. Она је написана док је Андерсен још увек био у школи и посвећена је добротвору у чијем породичном поседу је остала док се није појавила међу другим породичним папирима у локалном архиву.
Године 1829, Андерсен је имао доста успеха са кратком причом „Шетња од Холменовог канала до источне тачке острва Амагер 1828 и 1829 године” (дан. Fodrejse fra Holmens Kanal til Østpynten af Amager i aarene 1828 og 1829). Њен протагониста се среће са ликовима у опсегу од Светог Петра до мачке која говори. Андерсен је следио тај успех са позоришним комадом, Љубав на торњу цркве Светог Николе, и кратким томом поема. Мада је био релативно мало успешан у писању и објављивању непосредно након тога, године 1833. је добио малу путну потпору од краља, чиме му је омогућено да се запути на прво од многих путовања кроз Европу. У кантону Јура, у близини Ле Локла у Швајцарској, Андерсен је написао причу „Агнета и Мерман”. Једно вече проведено у италијанском поморском селу Сестри Леванте исте године је инспирисало причу „Залив бајки”. Октобра 1834. он је допутовао у Рим. Андерсенова путовања по Италији су изражена у његовој првој новели, фиктивној аутобиографији са насловом Импровизатор (дан. Improvisatoren), која је објављена 1835. и наишла на добар пријем.

### Бајке и поезија
Андерсенови иницијални покушаји писања бајки биле су ревизије прича које је чуо као дете. Иницијално његове бајке нису биле добро прихваћене, делом услед потешкоћа при њиховом превођењу. Године 1835, Андерсен је објавио прва два наставка својих Бајки (дан. Eventyr; лит. „фантастичне приче”). Још прича, којима је комплетиран први том, је објављено 1837. године. Колекција се састојала од девет прича, укључујући приче „Кутија за кресиво”, „Принцеза на зрну грашка”, „Палчица”, „Мала Сирена” и „Царево ново одело”. Квалитет тих прича није био одмах препознат, и оне су лоше продаване. У то време, Андерсен је имао више успеха са своја два романа, О. Т. (1836) и Само виолиниста (1837); последњи рад је разматрао млади Серен Киркегор. Знатан део његовог рада је инспирисала Библија, јер је током његовог детињства хришћанство било веома важно у данској култури.
Након посете Шведској 1837. године, Андерсен је био инспирисан скандинавизмом и посветио се писању поеме која би изражавала сродност Швеђана, Данаца и Норвежана. У јулу 1839, током посете острву Фин, Андерсен је написао текст своје поеме Jeg er en Skandinav („Ја сам Скандинављанин”) да би овековечио „лепоту нордијског духа, начин на који се три сестринске нације постепено зближавају” као део скандинавске национална химна. Композитор Ото Линдблад је написао музику за ту поему, и композиција је објављена јануара 1840. Њена популарност је достигла врхунац 1845, након чега је ретко извођена.
Андерсен се вратио жанру бајки 1838. године са још једном колекцијом, Бајке за децу, нова колекција, прва књижица (дан. Eventyr, fortalte for Børn. Ny Samling), која се састојала од прича „Бела рада”, „Оловни војник”, и „Дивљи лабудови”.
Године 1845. је била веома успешна за Андерсена услед објављивања четири превода његових бајки. „Мала сирена” се појавила у периодичном часопису Bentley's Miscellany, чему је следио други том, Предивне приче за децу. Два друга тома који су наишли на ентузијастичан пријем су били Књига данских прича и Данске бајке и легенде. Преглед који се појавио у лондонском часопису The Athenæum (фебруар 1846) је изјавио за Предивне приче, „Ово је књига пуна живота и маште; књига за деде исто колико и за унуке, чија ни једна реч неће бити прескочена при читању.”
Бруно Бетелхајм (енгл. Bruno Bettelheim), дечији психијатар и, за живота, професор чикашког универзитета, је имао строгу дефиницију бајке по којој бајка мора бити пуна вере у добро, утешна и преображујућа за свога хероја или хероину. По њему Андерсенове бајке су намењене више одраслима него деци. Најближа Бетелхајмовој дефиницији бајке је Андерсенова „Снежна краљица” док су „Девојчица са шибицама” и „Мала сирена” анти-бајке, јер имају трагичан завршетак који се надопуњује идејом смрти као избављењем од мука које доноси живот. Незадовољни трагичним завршецима „Девојчице са шибицама” и „Мале сирене”, Тенгрен, дански илустратор бајки, (дан. Gustaf Tenggren), је променио завршетак „Девојчице са шибицама” тако да је девојчица на крају заспала у раскошном кревету уместо умрла од хладноће а у Дизнијевој адаптацији „Мале сирене”, мала сирена се не претвара у духа него постаје људско биће.
Андерсен је наставио са писањем и објављивањем бајки до 1872.

### Путописи
Године 1851, он је објавио веома добро прихваћени том путописних скица У Шведској. Велики заљубљеник у путовања, Андерсен је објавио неколико других дугих путописа: „Слике из сенке путовања у Харц, Саксонску Швајцарску, итд. итд. у лето 1831”, „Песников базар”, „У Шпанији” и „Посета Португалу 1866. године”. (Задњи описује његову посету својим португалским пријатељима Хорхеу и Хозеу О’Нил, који су били његови пријатељи током средине 1820-их, док је живео у Копенхагену.) У својим путописима, Андерсен је узимао у обзир неке од савремених конвенција о писању путовања, али је увек развијао жанр који одговарао његовим сопственим циљевима. Сваки од његових путописа комбинује документарно и описно сведочанство призора које је видео са више филозофским пасусима о темама попут ауторства, бесмртности, и о природи фикције у извештају о књижевном путовању. Неки од његових путописа, као што је У Шведској, чак садрже бајке.
Током 1840-их, Андерсенова пажња се вратила на позоришне комаде, али није имао већег успеха. Он је имао више среће са објављивањем дела Сликовница без слика (1840). Друга серија бајки је почела 1838, а трећа 1845. Андерсен је сада био прослављен широм Европе, мада је његова родна Данска још увек показивала извесну резервисаност према његовим делима.
Између 1845. и 1864, Х. Ц. Андерсен је живео у Копенхагену, на локацији 67 Нихавн (дан. Nyhavn), где сада стоји меморијална плоча.

## Мотиви
Андерсенове бајке су засноване на пишчевој машти и његовом животном искуству. Сам пише да је „Већина онога што је написао одраз мене самог. Сваки лик је из мога живота. Знам их и знао сам их све”.
Тако је Палчица и принцеза из бајке „Принцеза на зрну грашка“ у ствари Хенриета, кћи адмирала Вулфа, а у причи „Заручници“ се јавља Риборга Воигтова, у коју је писац дуго био заљубљен.
Андерсен је, осим типичних животиња које су до тада биле ликови у бајкама, увео и неке друге. Тако се јављају бајке „Сретна породица“ — пужеви, „Клин чорба“ — мишеви, „Роде“, „Ружно паче“ — лабудови и патке итд. Он је увиђао сличност појединих животиња са људима и о њима је писао баш онако какве оне јесу у стварности.
У своје бајке је увео и биљке, увидевши и њихову сличност са људима према боји, цвету, држању и сл. Овде треба споменути бајке „Цвеће мале Иде“, „Породица из суседства“ и „Пуж и ружин грм“ у којима се јавља ружин грм.
Андерсен је оживљавао и многе предмете: играчке, фигуре, старе куће, свакодневне предмете, портрете, кипове, ормаре, огледала, посуђе итд. — „Оловни војник“, „Кресиво“, „Срећне каљаче“, „Црвене ципелице“, „Стара кућа“...
Овако се остварује спона између фантазије и реалности, бајке и живота, поезије и приче, симболике и реализма, и у овом лежи сва Андерсенова величина.
Ханс Кристијан Андерсен је умро 4. августа 1875. године.

## Дела
- Песме
- Пешачење од Холменског канала до источног рта Амагера
- Бајке (9 књига)
- Приповести
- Нове бајке и приче
- Сликовница без слика
- Бити или не бити
- Ружно паче (1843)
- Царево ново одело (1837)
- Мала сирена (1837)
- Принцеза на зрну грашка
- Ашасвер (драма)
- Две баронесе (роман)
- Импровизатор (роман)
- Палчица (бајка)
- Славуј (бајка)